# Martha von Stuckrad
Martha von Stuckrad (* 13. März 1854 in Düsseldorf; † 24. Januar 1942 in Berlin-Zehlendorf) war eine deutsche Porträt- und Genremalerin.

## Herkunft
Martha war eine Tochter des preußischen Generalleutnants Leopold von Stuckrad (1808–1885) und dessen Ehefrau Auguste, geborene Kühl (1820–1884).

## Leben
Stuckrad studierte in Berlin und München sowie in Paris mit Raphaël Collin. Sie lebte und arbeitete bei bzw. in Berlin. Dort wohnte sie in der Prinz-Friedrich-Leopold-Straße 5 der Villenkolonie Nikolassee. An der Großen Berliner Kunstausstellung der Jahre 1893 und 1894 nahm sie mit einem religiösen Motiv bzw. einem Porträt teil, ebenso an der Berliner akademischen Kunstausstellung 1892, an der Münchener Jahresausstellung 1893 und an den Ausstellungen des Sächsischen Kunstvereins im Januar und August des Jahres 1898.

## Werke (Auswahl)

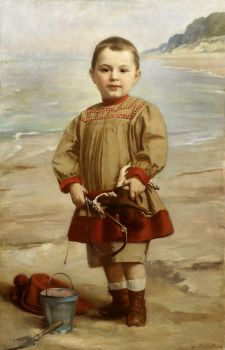
Kind mit Spielzeugpferd am Ostseestrand, 1901

- Dorfstraße, 1881, Staatliches Museum Schwerin[3]
- Brustporträt der Sophie von Hasberg, Tochter des großbritannischen Kammerherrn Georg von Hasberg und der Hedwig Löw zu Steinfurth (nach Schroeder), um 1893
- Kind mit Spielzeugpferd am Ostseestrand, 1901
- Felsenküste auf Capri, 1909
- zwei Altarbilder in der evangelischen Kirche zu Sandersdorf: Ich bin die Auferstehung und das Leben und Geburt Christi[4]